# Petrus Mesmaekers
Pierre Mesmaekers (Turnhout, 29 september 1767 - 8 september 1823) was een Zuid-Nederlands edelman.

## Levensloop
Pierre-Michaël Mesmaekers was een zoon van Adrien Mesmaekers en van Marie-Catherine van Eyck.
In de Franse tijd was hij onderprefect voor het arrondissement Turnhout. Onder het Verenigd Koninkrijk der Nederlanden werd hij lid van de Tweede Kamer der Staten Generaal.
Hij trouwde in 1793 met Jeanne-Christine van den Bogaert (1768-1840) en ze kregen vier kinderen.
In 1821, onder het Verenigd Koninkrijk der Nederlanden, werd hij verheven in de erfelijke adel.
Hun zoon was Willem Mesmaekers (1799-1884). Hij trouwde met Marie-Jeanne Hendrickx (1803-1864). Hij promoveerde tot doctor in de rechten en werd vrederechter van Turnhout. Het paar had zes kinderen, met afstammelingen tot heden.